# Steve McDonald
Steven Shane McDonald (Hawthorne, 24 maggio 1967) è un bassista statunitense di genere rock.
Ha fatto parte del gruppo musicale di genere alternative rock/power pop dei Redd Kross dall'inizio degli anni ottanta alla metà degli anni novanta.
Ha suonato con il duo Tenacious D per il loro album di debutto eponimo del 2001.
Nel 2006 ha prodotto l'album Dog Problems dell'altro duo The Format, partecipando anche all'incisione di 5 dei 12 brani in veste di bassista o backing vocalist.
Dal 2015 è il bassista ufficiale dei Melvins.